# ICIUM

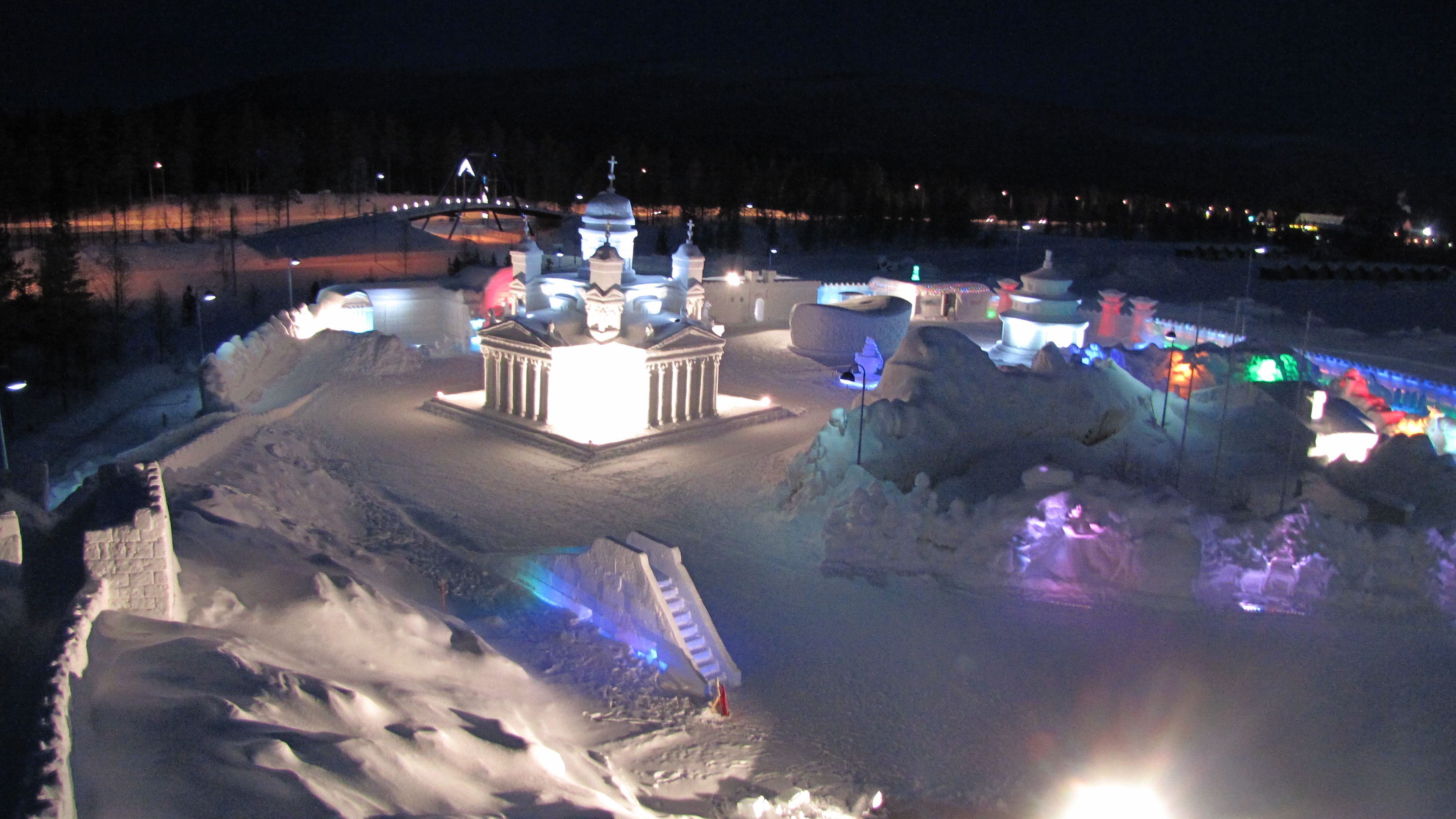
Ausblick auf die Chinesische Mauerrutsche und den Dom Helsinkis in Levi, ICIUM 2010–2011

ICIUM Wonderworld of Ice ("Wunderwelt aus Eis") war ein winterlicher Vergnügungspark, erschaffen aus Eis und Schnee in Levi, Finnland. Der Park wurde erstmals am 18. Dezember 2010 eröffnet, auch im darauffolgenden Winter wurden Skulpturen ausgestellt. Im Park wurden sowohl Eisskulpturen als auch Schneeskulpturen auf einem Areal von circa einem Hektar ausgestellt.

## Bau

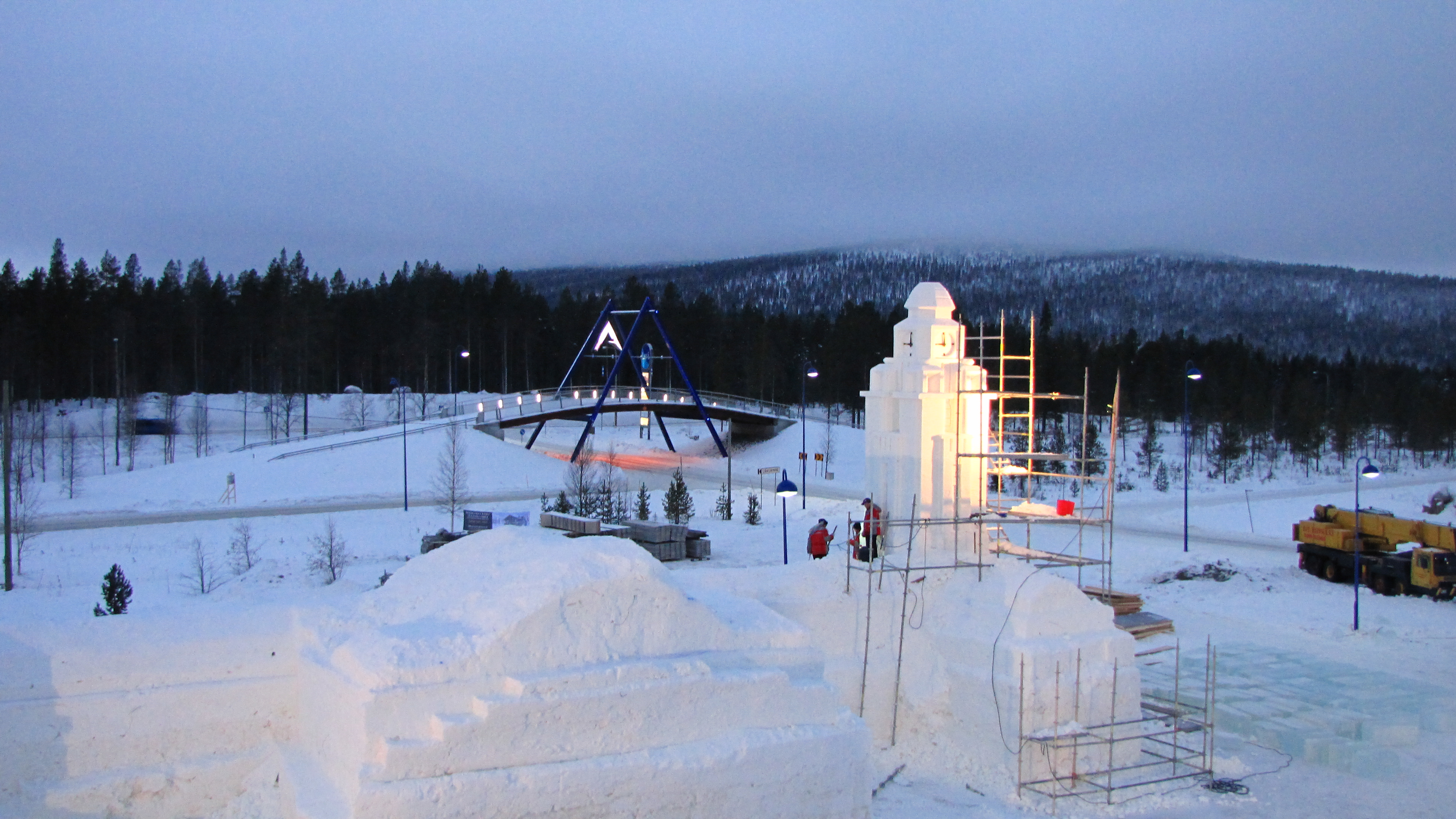
Der Hauptbahnhof Helsinki entsteht, Dezember 2010

ICIUM wurde von chinesischen Eisbildhauern erbaut, die aus der Stadt Harbin kamen, wo seit 1963 jährlich Harbins Internationales Einsfestival stattfand.
Mehr als 10.000 Kubikmeter Schnee wurden beim Bau des ICIUM 2010 verwendet. Die Bauherren ließen dabei über 600 Kubikmeter Eis aus dem Ounasjoki Fluss schneiden, aus dem die Skulpturen geschnitzt wurden.
Im ICIUM waren zudem Volkskünstler aus Peking anwesend und führten vor, wie traditionelle Volkskunst hergestellt wird, wie z. B. Strohflechten, die kunstvolle Malerei der Schnupftabakflaschen und Teigskulpturen.

## Bauten ICIUMS

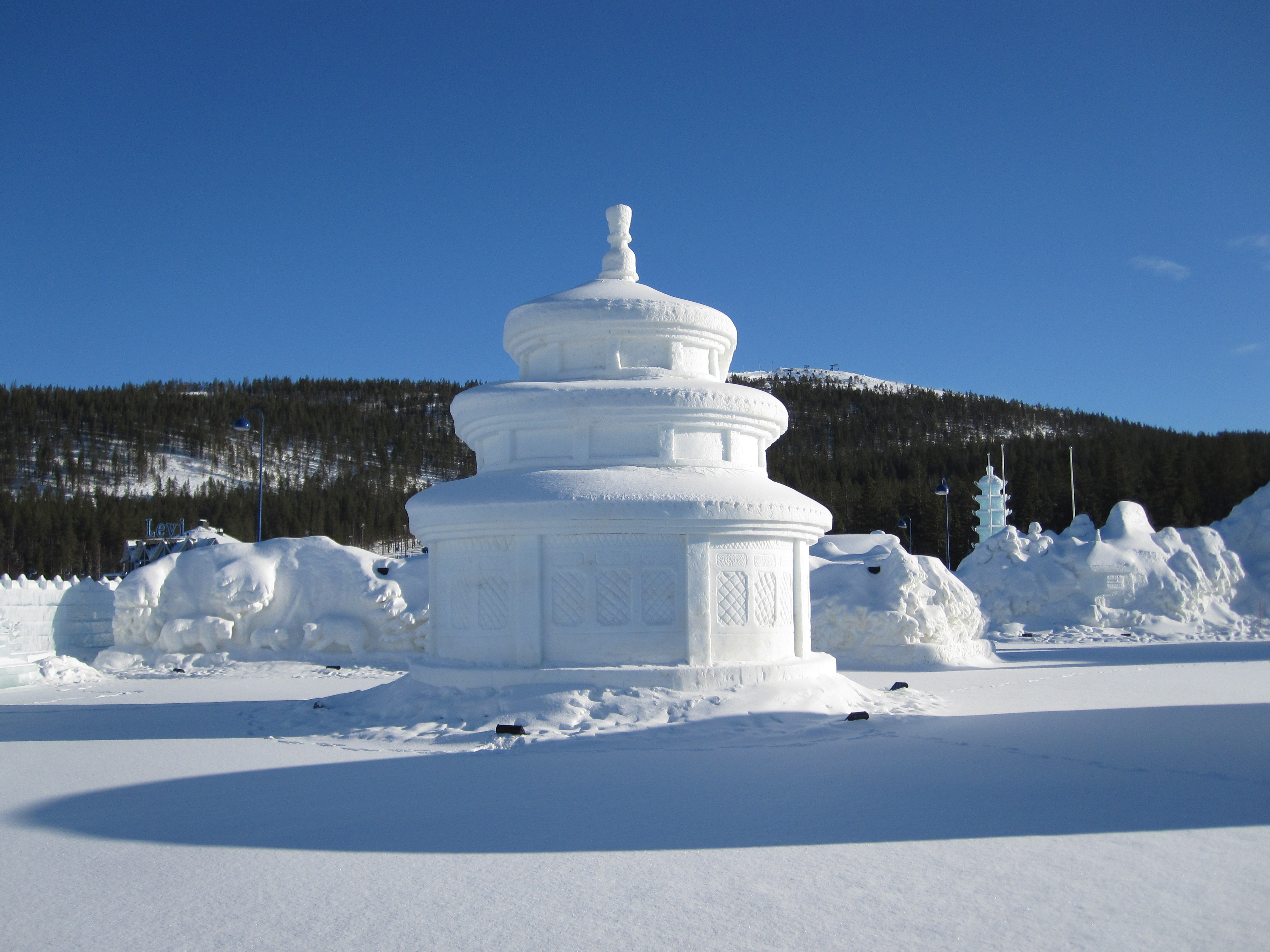
Himmlischer Tempel

Die Hauptattraktionen ICIUMS in der Saison 2010–2011 waren:
- Die Chinesische Mauer als Schneerutsche. Das größte Schneegebäude, die Chinesische Mauer, war 15 Meter hoch und 80 Meter lang. Mehr als 5.000 Kubikmeter Schnee wurden für die Konstruktion verwendet.
- Der Dom von Helsinki. Mit einer Höhe von 15 Metern zählte der Dom von Helsinki zusammen mit der Chinesischen Mauerrutsche zu den imposantesten Schneegebäuden von ICIUM.
- Hauptbahnhof Helsinki.
- Die Pagode. Die grüne Pagode gehörte mit einer Höhe von 15 Metern ebenso zu den höchsten Eisskulpturen.
- Himmlischer Tempel.
- Nationalstadion Peking.
- Die Terrakottaarmee. Eisskulpturen der berühmten Terrakottasoldaten.